# Stavning
Stavning är konventionen för hur ord i ett språk skrivs på ett etablerat och accepterat sätt. Det är en av delarna av ortografi, och är ofta preskriptiv (styrande) till sin karaktär. De flesta stavningssystem bygger på en approximativ transkribering av språkets ljud till alfabetets bokstäver. Helt fonetiska (ljudriktiga) stavningssystem hör dock till undantagen, då uttalet förändras över tiden medan stavningen ofta konserveras under längre tid.
Även om stavning ofta idag betraktas som ett mer eller mindre absolut regelverk är detta en relativt sen utveckling, som kommit till stånd genom standardiseringssträvanden, akademiska system, nationella reformer och dylikt. Små språk och dialekter kan sakna en standardiserad stavning.